# آق‌بلاغ (بروجن)
آق‌بلاغ، روستایی از توابع بخش بلداجی شهرستان بروجن در استان چهارمحال و بختیاری است.

## جمعیت
این روستا در دهستان امامزاده حمزه علی قرار داشته و براساس آخرین سرشماری مرکز آمار ایران که در سال ۱۳۹۵ صورت گرفته، جمعیت آن ۶۹۴ نفر (۱۶۹خانوار) بوده‌است. اکثریت مردم روستا از طوایف ایل قشقایی هستند که به زبان قشقایی سخن می‌کنند.